# Kolej wąskotorowa Mikuliczyn – Pozeretul
Kolej wąskotorowa Mikuliczyn – Pozeretul – zlikwidowana linia wąskotorowej kolei leśnej na Ukrainie.
W chwili powstania znajdowała się na terytorium Austro-Węgier. Po I wojnie światowej w II Rzeczpospolitej, w latach 1939–1941 w Związku Sowieckim, następnie do 1944 pod okupacją niemiecką, później znów w ZSRR. Obecnie dawna trasa kolei znajduje się na terenie Ukrainy.

## Eksploatacja
Kolej służyła głównie do transportu drewna do tartaku w Mikuliczynie. Korzystali z niej także turyści.

## Historia
Budowę linii rozpoczęto w 1911 roku. Tempo prac było niewielkie, w ciągu pierwszego roku prac zbudowano jedynie 3 km toru. Do kilometra 16,9 tory dotarły dopiero w 1914 roku.
Pierwotnie stosowano trakcję konną. W górę wózki leśne wciągały konie, w dół zaś załadowane drewnem wózki zjeżdżały dzięki siłą grawitacji. Stosowano hamulce ręczne.
W okresie I wojny światowej kolej była w zarządzie cesarskich i królewskich kolei polowych (austro-węgierskich). Sprowadzono tu wówczas 2 parowozy, przywiezione z Bukowiny.
Po wojnie okoliczne lasy, jak i też kolej przejęły Lasy Państwowe. Kolej i tartak dzierżawiono prywatnej spółce Mikuliczyn. W latach 1926–1931 kolej przedłużono do Pozeretula.
Latem 1944 roku wycofujące się wojska niemieckie zabrały parowozy i zniszczyły kolej. Do odbudowy kolei przystąpili Sowieci w 1946 roku, przystosowując ją do eksploatacji taboru na tor o rozstawie 750 mm. Na kolei sprowadzono też dwa wagony pasażerskie i uruchomiono pociągi pasażerskie.
W 1969 kolej zamknięto i wkrótce rozebrano.

## Tabor
W okresie międzywojennym kolej eksploatowała 2 parowozy, 1 wagon osobowy, 2 wagony towarowe (oznaczone jako Wagon Prowiantowy Konsum zaopatrujące w żywność pracownik leśnych i miejscową ludność) i 44 wózki leśne do transportu drewna oraz drezyny motorowe (do jazd inspekcyjnych i przewozu turystów).
Oba parowozy pochodziły z fabryki Krauss Linz i powstały w 1912 roku. Posiadały nr fabryczne 6521 oraz 6522. Na PKP oznaczone były D8-811 oraz D8-812. Zostały tu sprowadzone przez austro-węgierskie wojska kolejowe w czasie I wojny światowej. W 1944 roku zostały wywiezione przez Niemców i ostatecznie trafiły na polskie koleje cukrownicze. Pierwszy uzyskał oznaczenie PKP Tx2-1243 i pracował w cukrowni Opalenica, drugi zaś jako Tx2-1244 pracował w cukrowni Pelplin.